# Кастеллет (Копенгаген)
Кастеллет (дат. Kastellet от kastel — «цитадель»), также Фредериксхавн (дат. Citadellet Frederikshavn — «гавань Фредерика») — цитадель на острове Зеландия, на берегу пролива Эресунн, защищавшая с суши подступы с Копенгагенского рейда к гавани Иннерхавн Копенгагена. Владелец — министерство обороны Дании.

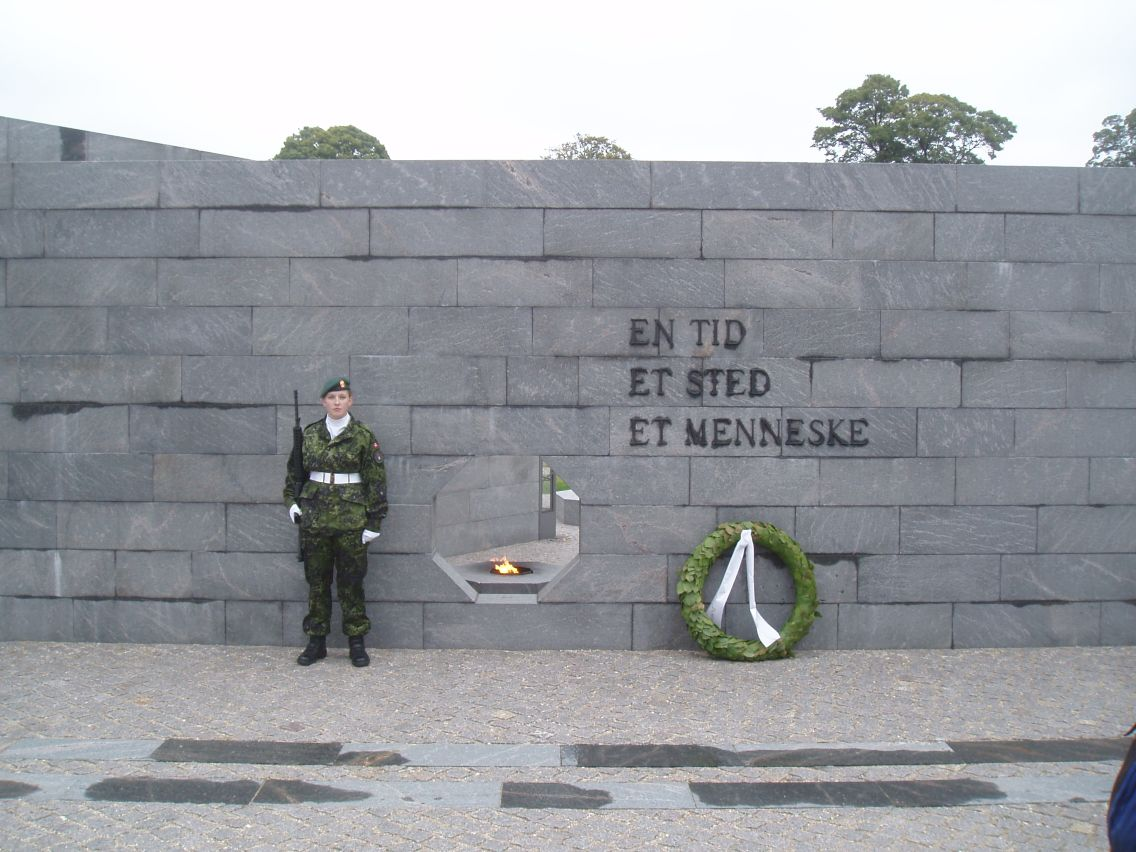
Памятник участникам международных миссий, открытый 5 сентября 2011 года, в День участников международных миссий

Цитадель имеет в плане форму пятиугольника с бастионами по углам. Бастионы также могли держать под обстрелом город. Являлась частью ныне уничтоженных городских укреплений, от которых остались остатки укреплений на острове Амагер, в районе Кристиансхавна. Сохранилась в целостности.

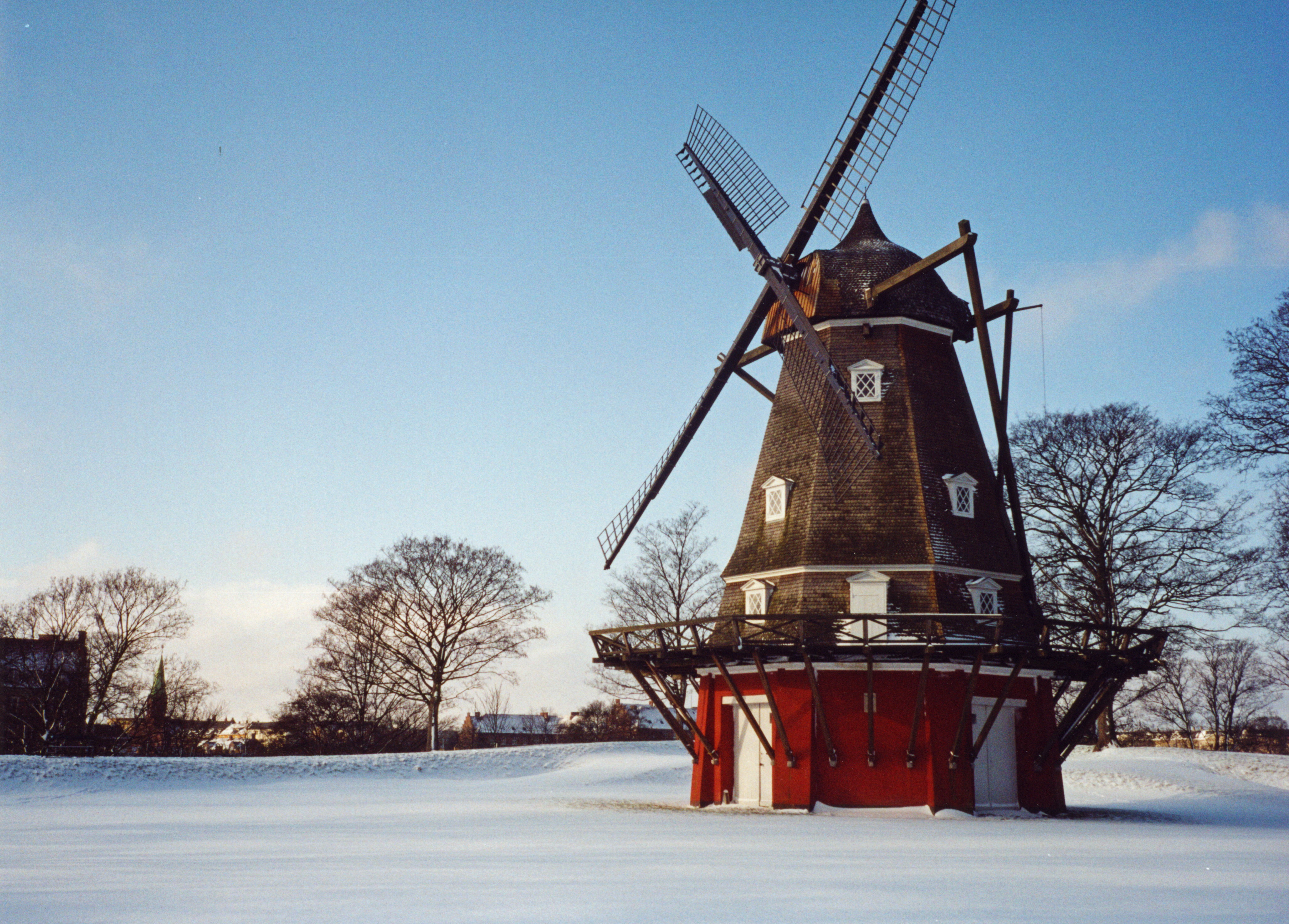
Ветряная мельница в цитадели

Является местом для прогулок и туристической достопримечательностью.
У Королевских ворот расположен главный караульный пост Королевской лейб-гвардии, перенесённый с главной площади Копенгагена, Конгенс-Нюторв (Королевская Новая площадь). Ежедневно в полдень проходит церемония смены караула.
Король Кристиан IV инициировал создание цитадели, построив редут Св. Анны (Sankt Annæ Skanse). Из-за недостатка средств постройка цитадели не была осуществлена.
Построена после осады Копенгагена в 1659—1660 гг. в ходе датско-шведской войны, по плану 1661 года, в 1663 году, при короле Фредерике III, по имени которого названа Фредериксхавн (гавань Фредерика). Принимала участие в обороне при бомбардировке со стороны моря 1807 года, завершившейся капитуляцией, подписанной командующим обороной Копенгагена, генералом Эрнстом Пейманом (1735—1823).

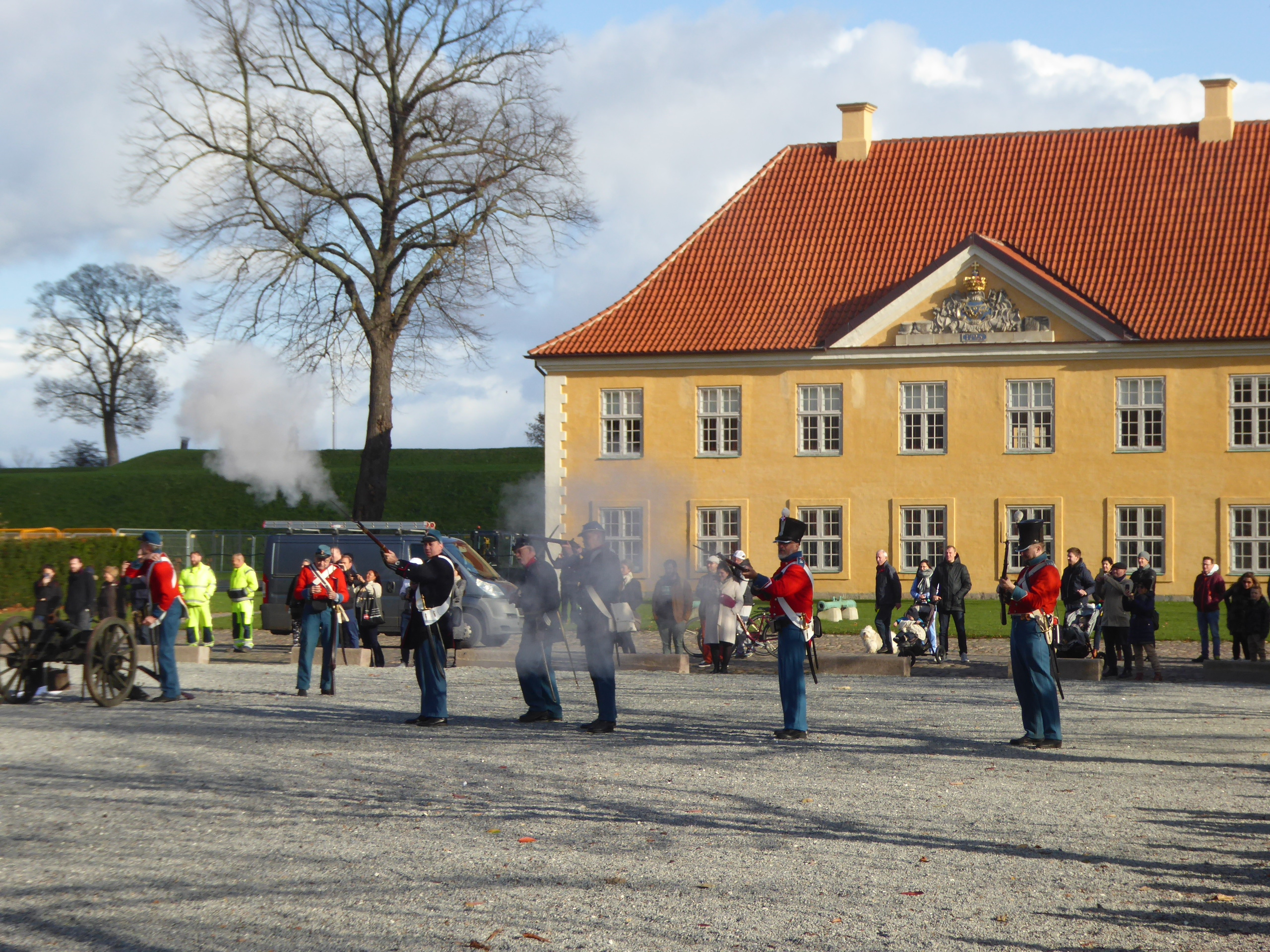
Комендантский дом

Комендантский дом (Kommandantgården) построен в 1725 году архитектором Э. Д. Хёйсером, создавшим первый дворец Кристиансборг, сгоревший при пожаре 1794 года. До 2008 года являлся резиденцией главы оборонного ведомства Дании. После реставрации в 2014—2016 годах здание заняло Объединение морских офицеров (Søofficers-Foreningen), в 1942—2016 гг. занимавшее здание бывшего военно-морского госпиталя (Søkvæsthuset) в Кристиансхавне.

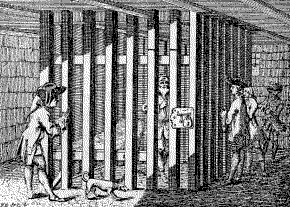
Джон Норкросс в своей клетке в цитадели. Гравюра из книги Карла Брууна (Carl Alfred Bruun; 1846—1899)

В 1727 году узником тюрьмы цитадели стал английский якобитский капитан капера Джон Норкросс (1688–1758), который провел в одиночной клетке 15 лет. В 1742 году ему смягчили режим, но до самой смерти в 1758 году из цитадели так и не выпустили. На русском языке в Москве в 1796 году издана книга «Либо пан либо пропал, или удивительная жизнь и тридцатилетнее заключение Иоганна Норкросса, одного английского каперного капитана, самим им писанная в темнице в замке копенгагенском» Каспера Петера Роте (1724—1784).
В тюрьме цитадели в царствование Кристиана VII после ареста до казни содержался датский министр Струэнзе (1737—1772).
Во время нападения фашистской Германии на Данию 9 апреля 1940 года в цитадели находился генеральный штаб и командующий вооружённых сил Дании В. Приор. Во время оккупации служил военной тюрьмой.
В 1989—1999 гг. отреставрирована на средства фонда A.P. Møller og Hustru Chastine Mc-Kinney Møllers Fond til almene Formaa, основанного судовладельцем А. П. Мёллером.